# El Camino: A Breaking Bad Movie
El Camino: A Breaking Bad Movie (ou simplesmente El Camino) é um filme norte-americano de drama lançado em 2019, escrito e dirigido por Vince Gilligan. É uma sequência e epílogo para a série de televisão Breaking Bad, com o ator Aaron Paul retornando para o papel de Jesse Pinkman. A história acompanha Pinkman imediatamente após os eventos do último episódio da série, enquanto tenta fugir do Novo México e recomeçar sua vida. Além de Paul, vários atores que também participaram da série retornaram nos mesmos papéis, incluindo Jesse Plemons, Charles Baker, Matt Jones, Robert Forster, Krysten Ritter, Jonathan Banks e Bryan Cranston.
Gilligan começou a considerar a história de El Camino ainda durante as filmagens da última da temporada de Breaking Bad. Ele conversou com Paul sobre a ideia em 2017 e começou a desenvolver o roteiro, consultando-se com a equipe da série Better Call Saul para receber sugestões e garantir que a continuidade do universo não fosse quebrada. As filmagens começaram em novembro de 2018 e ocorreram sob segredo no Novo México e Arizona, durante cinquenta dias. A existência do longa-metragem permaneceu não-confirmada até o final de agosto de 2019, quando foi oficialmente anunciado pela distribuidora Netflix.
El Camino estreou digitalmente pela Netflix em 11 de outubro de 2019, com algumas sessões limitadas em cinemas dos Estados Unidos ocorrendo no mesmo dia. Foi depois transmitido na televisão pela AMC, a emissora original de Breaking Bad, em 16 de fevereiro de 2020 após uma maratona da série. O filme foi muito bem recebido pela crítica especializada, que elogiou a interpretação de Paul, a direção de Gilligan e sua conexão com o universo de Breaking Bad. Também foi indicado a diversos prêmios, vencendo como Melhor Filme Feito para Televisão no Prêmios Critics' Choice Television e nos Prêmios Satellite.

## Enredo
Em um flashback, Jesse Pinkman e Mike Ehrmantraut discutem sobre sua saída do negócio de metanfetamina de Walter White. Jesse pergunta a Mike onde ele iria recomeçar sua vida e Mike responde que se ele fosse mais jovem, ele iria para o Alasca, uma ideia que Jesse acaba achando atraente.
No presente, Jesse foge do complexo dos neonazistas dirigindo o El Camino de Todd Alquist. Ele vai até a casa de Skinny Pete e Badger, em Albuquerque, que escondem o carro e dão a Jesse um quarto para dormir. Na manhã seguinte, Jesse chama o Velho Joe para se desfazer do El Camino, mas Joe vai embora depois de descobrir que o sistema de rastreamento do carro estava ativado. Pete então planeja fazer parecer que Jesse fugiu para o México trocando o seu Ford Thunderbird pelo El Camino de Jesse. Por fim, Pete e Badger dão a Jesse o dinheiro que receberam de Walter. Badger dirige o Thunderbird por várias horas ao sul, enquanto Pete fica em casa com o El Camino e aguarda a vinda polícia. Jesse parte no Pontiac Fiero de Badger e descobre por meio de um noticiário de rádio que Walter morreu no complexo e Lydia Rodarte-Quayle está gravemente doente por ter sido envenenada.
Em um flashback do cativeiro de Jesse, Todd decide leva Jesse até seu apartamento para ajudar a desovar o corpo de sua faxineira, que ele matou depois que ela descobriu seu dinheiro escondido. Eles evitam Lou, o vizinho de Todd e enterram o cadáver no deserto. No presente, Jesse entra no apartamento de Todd e procura o dinheiro mas não obtém sucesso. Sentido-se frustrado, ele bate a nuca contra a geladeira de Todd e escuta algo cair, levando-o a descobrir o novo esconderijo do dinheiro dentro da porta do eletrodoméstico. Dois policiais entram no apartamento e começam a procurar. Jesse tenta se esconde, mas quando é encontrado por um deles, Casey, ele o faz de refém de mão armada. O outro, Neil, desarma Jesse, que então percebe que ambos não eram policiais, mas sim bandidos que também estavam procurando o dinheiro de Todd. Para se salvar, Jesse revela que encontrou o dinheiro, e enquanto Casey distrai Lou, Jesse e Neil negociam sobre a divisão. Quando eles partem do local, Jesse reconhece Neil como o soldador que construiu a corrente a qual ele foi preso na época em que era forçado a cozinhar metanfetamina para os neonazistas.
Jesse encontra o "desaparecedor" de Saul Goodman, Ed Galbraith, que exige US$ 125.000 para ajudar Jesse e mais US$ 125.000 por uma ocasião anterior onde Jesse contratou seus serviços mas não conseguiu se comprometer. Jesse tenta pagá-lo mas fica devendo o valor de US$ 1.800 e Ed se recusa a ajudar. Sabendo que seus pais estão sendo vigiados, Jesse liga para eles fingindo rendição, afastando eles e a polícia da casa dos Pinkman. Jesse entra na casa sem ser visto e pega duas pistolas no cofre de seu pai, um Colt Woodsman e um Iver Johnson Hammerless.
Jesse vai até a loja de Neil, onde Neil, Casey e três amigos estão comemorando com garotas de programa e cocaína. Ele pede US$ 1.800 e Neil se recusa a entregar o dinheiro. Vendo o a arma na cintura de Jesse, Neil o desafia para um duelo valendo sua parte do dinheiro. Jesse concorda e Neil pega sua arma, mas Jesse atira nele com o Hammerless, que estava escondido no bolso do seu casaco e que já estava previamente apontada para Neil. Casey atira em Jesse mas Jesse o mata. Jesse recolhe as carteiras de motorista dos homens restantes e os deixam sair depois de ameaçar retornar e matá-los caso algum deles contasse tudo que aconteceu à polícia. Ele recupera o dinheiro de Neil e parte depois de explodir a loja para cobrir seus rastros.
Em um flashback, Walter e Jesse tomam café da manhã após terem passado vários dias cozinhando metanfetamina no meio do deserto. Estimando que eles ganharão mais de US$ 1 milhão com todo o produto que fabricaram, Walter lamenta ter esperado toda a sua vida para fazer algo "especial" e diz que Jesse é "sortudo" porque ele não terá que esperar. Ele também incentiva Jesse a fazer planos para um futuro longe da metanfetamina.
Ed fornece a Jesse uma nova identidade e o deixa em um carro estacionado perto de Haines, no Alasca. Jesse pede para que Ed entregue uma carta endereçada à Brock Cantillo reconhecendo que não há mais ninguém que ele queira se despedir. Ao ir embora, Jesse relembra seu tempo com Jane Margolis. Ele diz que admira o que ela fala sobre ir aonde quer que o universo a leve, mas ela o descarta como "metafórico" e o encoraja a tomar suas próprias decisões. Jesse dirige por uma estrada de neve, sorrindo com a perspectiva de uma nova vida.

## Elenco
- Aaron Paul como Jesse Pinkman, um ex-cozinheiro de metanfetamina e antigo parceiro do narcotraficante Walter White.[5]

- Jesse Plemons como Todd Alquist, um dos sequestradores de Jesse e membro do grupo neonazista que obriga Jesse a cozinhar metanfetamina, que aparece em flashbacks.
- Krysten Ritter como Jane Margolis, a falecida namorada de Jesse.
- Charles Baker como Skinny Pete, amigo de Jesse.[6]
- Matt L. Jones como Brandon "Badger" Mayhew, amigo de Jesse.[7]
- Scott MacArthur como Neil Kandy, um soldador envolvido no cativeiro de Jesse.
- Scott Shepherd como Casey, associado de Neil.
- Kevin Rankin como Kenny, um dos sequestradores de Jesse.
- Larry Hankin como Velho Joe, o proprietário de um ferro-velho local que anteriormente ajudou Jesse e Walter em várias atividades relacionadas ao negócio de metanfetamina.
- Tess Harper como Diane Pinkman, mãe de Jesse.
- Michael Bofshever como Adam Pinkman, pai de Jesse
- Robert Forster como Ed Galbraith, o proprietário de uma loja de aspiradores de pó que consegue mudar a vida de pessoas foragidas dando-lhes novas identidades e um novo local para viver.
- Jonathan Banks como Mike Ehrmantraut, ex-parceiro de negócios de Jesse e Walter, aparece em um flashback.[8]
- Bryan Cranston como Walter White, o lendário chefão da metanfetamina, ex-parceiro de Jesse e professor de química do ensino médio que faz uma aparição em um flashback.

## Produção
Em novembro de 2018 começaram rumores de que uma continuação cinematográfica da série Breaking Bad estava em desenvolvimento e que o ator Aaron Paul reprisaria seu papel como Jesse Pinkman. Paul disse que Vince Gilligan havia entrado em contato com ele em meados de 2017 sobre os planos para comemorar o décimo aniversário de Breaking Bad e sugeriu algo grande, com ele declarando que estava bastante ansioso para se envolver com qualquer ideia que Gilligan tivesse para continuar a história do personagem Jesse Pinkman. Durante uma entrevista realizada em novembro de 2018, Bryan Cranston, que atuou na série como Walter White, confirmou que um filme estava de fato em produção mas disse que não sabia de nenhum roteiro. Cranston também afirmou que estaria interessado em participar do projeto.
As filmagens foram rodadas em Albuquerque, Novo México, por volta de novembro de 2018 sob o título de produção Greenbrier. De acordo com Paul, no momento em que a mídia local fez uma conexão entre Greenbrier e Breaking Bad, as filmagens já haviam sido concluídas. Bob Odenkirk, que interpreta o personagem Saul Goodman em Breaking Bad e na série derivada Better Call Saul, declarou em agosto de 2019: "Eu ouvi tantas coisas diferentes sobre isso, mas estou empolgado com o filme de Breaking Bad. Mal posso esperar para assisti-lo." A respeito do sigilo envolta do filme, ele comentou: "Não sei o que as pessoas sabem e não sabem. Acho difícil acreditar que você não sabe que foi filmado. Eles fizeram isso. Você sabe o que eu quero dizer? Como isso é um segredo? Mas é. Eles fizeram um trabalho incrível em mantê-lo em segredo."
Em fevereiro de 2019 foi relatado que um filme de Breaking Bad seria lançado pela Netflix e pela AMC. A Netflix anunciou o filme em 24 de agosto de 2019, com o nome El Camino: A Breaking Bad Movie, juntamente com o primeiro trailer do filme. Nos dias anteriores ao seu anúncio formal, a Netflix listou temporariamente o filme em seu site, ação esta que foi rapidamente notada pelos usuários antes dele ser retirado. O título do longa-metragem faz referência ao Chevrolet El Camino o qual Jesse é visto dirigindo em fuga do quartel dos neonazistas após ter sido resgatado por Walter em "Felina", o último episódio de Breaking Bad. O filme foi lançado em 11 de outubro de 2019 na Netflix com exibições posteriores no canal AMC.

## Distribuição
O trailer de anúncio foi lançado pela Netflix no dia 24 de agosto de 2019.